# Leigh Harline
Leigh Harline (Salt Lake City; 26 de marzo de 1907-Long Beach, California; 10 de diciembre de 1969) fue un compositor de canciones estadounidense, especialmente recordado por componer la canción When You Wish upon a Star, cantada en la película de Disney Pinocho por Pepito Grillo con la voz de Cliff Edwards. Dicha canción ganó el premio Óscar a la mejor canción original de 1940.
Otras de las más famosas películas en las que participó son: The Goddess of Spring o Monkey Business.

## Premios y distinciones
Premios Óscar
| Año  | Categoría                                               | Película                                   | Resultado |
| ---- | ------------------------------------------------------- | ------------------------------------------ | --------- |
| 1941 | Mejor banda sonora original                             | Pinocho                                    | Ganador   |
| 1941 | Mejor canción original                                  | Pinocho                                    | Ganador   |
| 1943 | Mejor banda sonora de una película dramática o comedia  | El orgullo de los Yanquis                  | Nominado  |
| 1943 | Mejor orquestación de una película musical              | Bailando nace el amor                      | Nominado  |
| 1944 | Mejor banda sonora de una película dramática o comedia  | Johnny Come Lately                         | Nominado  |
| 1944 | Mejor orquestación de una película musical              | El límite es el cielo                      | Nominado  |
| 1961 | Mejor orquestación de una película musical              | Suena el teléfono                          | Nominado  |
| 1963 | Mejor orquestación de música – adaptación o tratamiento | El maravilloso mundo de los hermanos Grimm | Nominado  |